# Dipartimento di Mangalmé
Il dipartimento di Mangalmé è un dipartimento del Ciad facente parte della provincia di Guéra. Il capoluogo è Mangalmé.

## Comuni
Il dipartimento comprende i seguenti comuni:
- Bitchotchi
- Eref
- Kouka Margni
- Mangalmé